# ブレゲンツ
ブレゲンツ（標準ドイツ語：Bregenz [ˈbʁeːɡɛnts] ( 音声ファイル), アレマン語（オーストリアアレマン語）：Breagaz [ˈb̥rea̯ɡ̊ats]（プレアカッツ））は、オーストリアのフォアアールベルク州、ブレゲンツ郡の オーストリアの基礎自治体（ゲマインデ）で、同州の州都。

## 地勢・産業
ボーデン湖の湖畔に位置する都市。オーストリア西端に位置し、湖を隔ててドイツ、スイスに接する。スイスに隣接していることから、気質もオーストリアよりスイス人に近いともいわれる。繊維、時計産業が発展しているほか、観光地として多くの観光客を集める。近隣の都市としては、約30キロ南西にスイスのザンクトガレン、5キロ北（湖の対岸）にドイツのリンダウが位置している。

## 歴史
紀元前には古代ケルト人の集落があった。ローマ帝国の時代にはブリガンティウム（ラテン語で> Brigantium<）、後にブリガンティア（> Brigantia<）と称され、軍営地がおかれた。重要な街道の交わる交通の要衝ゆえに交易が盛んで、広大な居住地、市場ホール、神殿、浴場を備えていた。3世紀後半にはアレマン人による攻撃で一時荒廃した。ディオクレティアヌス帝時代（284-305）以降、ラエティア I 州に帰属し、ローマ軍ボーデン湖艦隊の駐屯地となった。それによってアラマン人に対して構築された辺境防備システムの中に組み込まれた。5世紀には略奪・破壊された。
ボーデン湖はローマ時代、「ブレゲンツ湖」（ラテン語で>lacus Brigantinus< あるいは >lacus Brigantiae<）と呼ばれた。
1200年都市権（Stadtrecht）を獲得した。1330年には、皇帝ルートヴィヒ4世から市場開設証（Markturkunde）を受領している。13世紀--14世紀には市域が拡大した。
リヒテンシュタイン伯を兼ねたブレゲンツ伯、モントフォルト伯（Montfort）の支配を経て（30年戦争や魔女裁判の影響で、モントフォール伯家が途絶えたり、財産圧迫に陥ったブレゲンツ伯がリヒテンシュタイン家にリヒテンシュタインのみ売却し、リヒテンシュタイン家が統治した）、16世紀よりハプスブルク家の支配下におかれた。

## 文化

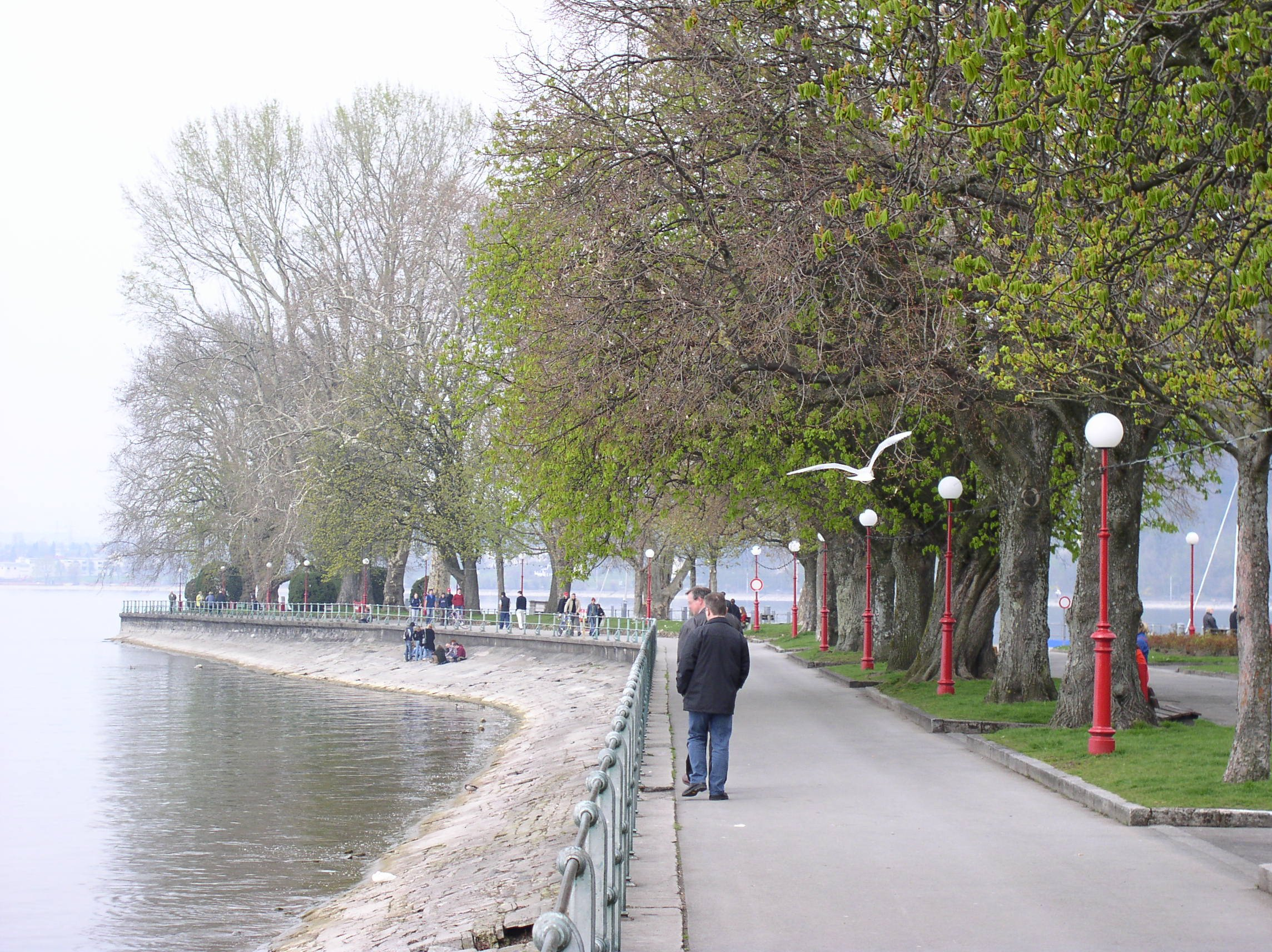
湖畔の風景

夏に、湖上のステージにおいてブレゲンツ音楽祭が開催される。オペラ、ミュージカルなどが上演され、多くの観光客を集める。